# ヨコヅナツチカメムシ
ヨコヅナツチカメムシ（学名：Adrisa magna）は、ツチカメムシ科に属するカメムシの1種。この仲間では大型で、日本産のこの類では最大の種である。

## 特徴
体長14-18mm、時に20mmに達する。全身が黒褐色で光沢がある。粗い点刻が多数あり、特に前胸背の側面に近い位置と後ろの縁沿いの部分、それに小楯板では点刻が粗大となっているが、前翅の基部側の革状部では細かく密集している。触角は4節で、これはツチカメムシ科一般が5節である中では異例であり、本種の属するヨコヅナツチカメムシ属の特徴でもある。触角の基部側の2つの節はそれぞれ黒褐色だが節の先端部は黄褐色となっており、先端側の2つの節は全体が黄褐色になっている。口吻は黄褐色。単眼は淡紅色を呈する。前胸背は幅広くて扁平で、小楯板は二等辺三角形。前翅の先端は腹部の末端に達し、膜質部はよく発達しており、淡黄色の半透明で黄褐色の斑紋がある。体の下面も全体に濃い黒褐色で光沢があるが、中胸と後胸の部分は光沢がない。腹部の下面は膨らんだようになっている。歩脚は黒褐色で光沢があり、勁節には棘状の毛が並びている。跗節は3節、細くて短く、褐色になっている。
和名に関してはその大きさから横綱にたとえたものと思われるが、それについて言及した出典は見ていない。それでも大型で頑丈な体格が『横綱の和名にふさわしい』 といった評は見られる。

## 生態など
照葉樹林の林床で落ち葉の下や地表で生活するもので、地上の種子などから吸汁して生活する。ただし必ずしも森林に生育するものではなく、時には都会のわずかな緑地で発生した例も知られている(後述)。
主として落下した果実や種子を食べるもので、餌として発見されたものにはケンポナシ(クロウメモドキ科)、アオギリ(アオイ科)、ムクロジ(ムクロジ科）、シナサイカチ、エンジュ(以上マメ科)などが知られ、飼育下ではミズキ(ミズキ科)、エビヅル、ブドウ(デラウェア)(以上ブドウ科)なども吸汁したという。これらの餌植物はそれぞれに科も大きく異なり、食草の選択性は低いと言える。
生活史として、和歌山県の例では成虫越冬し、春に活動を始めると地表の果実などから栄養を吸収し、5月頃に配偶行動を始める。このときには夜間に飛び回り、燈火に惹かれて人家に来るのもこの時期である。産卵は餌周辺の土中にばらまくように行われ、白く丸い卵は1週間ほどで孵化する。幼虫は親と同じように地上で果実などから吸汁して成育し、夏の終わりには新成虫が出現する。
珍しいものであるが、時に多数が発生し、燈火に集まることもある。例えば2003年7月に東京都港区のビルで本種の幼虫が多数出現したことがある。このときの調査では本種はそのビル敷地から7m離れた歩道の緑地、34.6㎡にアオギリ3本、その根元にイヌツゲとジャノヒゲのある場所で発生したらしいとされた。東京都内でもある程度の緑地では本種が生息するらしいことは知られていたので、何らかの機会の本種がこの緑地に侵入、アオギリを餌に大発生し、過密になったために幼虫が這い出してそのビルに入ったのではないか、と推定された。
なお、本種はまとまって発生する他に秋に落葉や石の下に集団でいるのが発見されたことがあり、集団で越冬するのではないかとの声もある。

## 分布
日本では本州、四国、九州、対馬に分布し、国外では台湾、中国、東南アジアから知られる。

## 類似種など
本種の属するヨコヅナツチカメムシ属には22種が記載されており、オーストラリア区を中心として東洋区、一部は旧北区の南部まで分布するが、日本から知られているのは本種のみである。
同科の種は日本からは本種を含めて23種が知られており、それらは多くが外見上は多分に似ているが、本種はその中で最も大きいものである。より普通種であるツチカメムシ Macroscytus japonensis が体長7-10mm、それ以外のものはおおよそ5mm前後であり、本種ははるかに大きく、比較せずとも紛れようはない。もう1種、ベニツチカメムシ Parastrachia japonensis は16-19mmと本種に互する大きさを有するが、この種は鮮やかな赤に黒い斑紋を持つもので一見して判断できる。ちなみにこの種は別科とする説があり、そうなると本種がこの科最大(日本国内で、であるが)は揺るぎないものとなる。

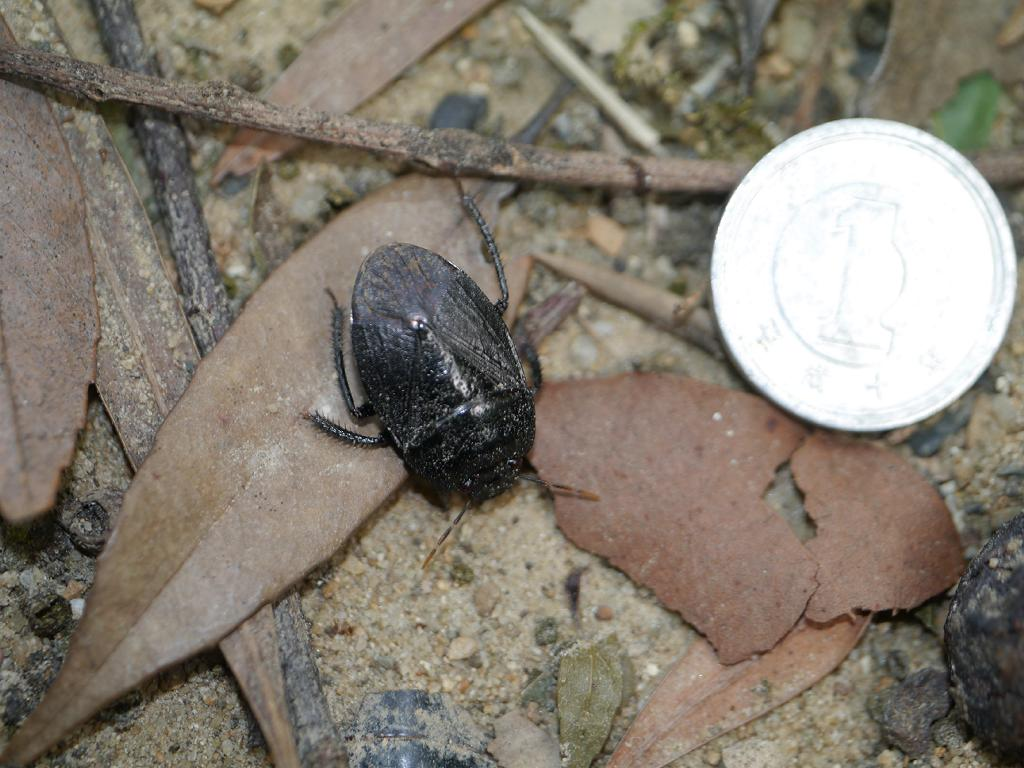
大きさの比較
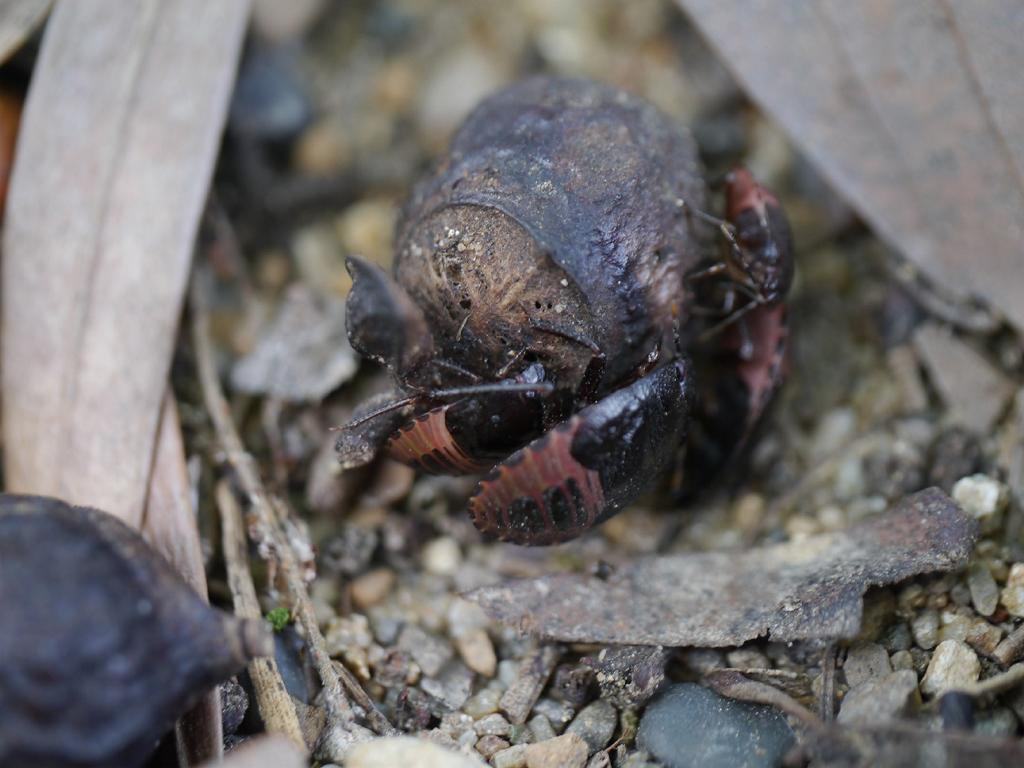
幼虫・ムクロジの果実についている